# 野村陽一郎
野村陽一郎，日本音樂製作人、結他手、創作歌手。曾於2005年跟女主音宮本一粹組成音樂組合「二千花」，於2009年解散。組合解散後開始為歌手製作歌曲，包括Chara、中島美嘉、岡崎體育、wacci、佐香智久、私立惠比壽中學、關取花、日向坂46等等。

## 外部連結
- 官方網站 （页面存档备份，存于）（日語）